# Nesoenas picturatus
Nesoenas picturatus е вид птица от семейство Гълъбови (Columbidae).

## Разпространение
Видът е разпространен в Коморските острови, Мадагаскар, Мавриций, Майот, Реюнион и Сейшелите.